# 2025年5月臺灣
| << | 2025年5月 （民國114年） | >> |    |    |    |    |
| \| 日 \| 一 \| 二 \| 三 \| 四 \| 五 \| 六 \| \| \| \| \| \| 1 \| 2 \| 3 \| \| 4 \| 5 \| 6 \| 7 \| 8 \| 9 \| 10 \| \| 11 \| 12 \| 13 \| 14 \| 15 \| 16 \| 17 \| \| 18 \| 19 \| 20 \| 21 \| 22 \| 23 \| 24 \| \| 25 \| 26 \| 27 \| 28 \| 29 \| 30 \| 31 \| \| \| \| \| \| \| \| \| |                         |    |    |    |    |    |
| 臺灣新聞動態／維基新聞 |                         |    |    |    |    |    |
| 世界／中国大陆／臺灣 |                         |    |    |    |    |    |
| 日 | 一                      | 二 | 三 | 四 | 五 | 六 |
| |                         |    |    | 1  | 2  | 3  |
| 4 | 5                       | 6  | 7  | 8  | 9  | 10 |
| 11 | 12                      | 13 | 14 | 15 | 16 | 17 |
| 18 | 19                      | 20 | 21 | 22 | 23 | 24 |
| 25 | 26                      | 27 | 28 | 29 | 30 | 31 |
| |                         |    |    |    |    |    |

## 5月1日
- 五一行動聯盟於台北市舉辦「反霸凌、要保障」遊行，要求政府正視勞工困境，估計有5,000人參與遊行活動。[1][2]
- 白沙屯媽祖於當日晚上11時25分起駕，展開10天9夜的進香行程。[3]
- 知名部落客「貴婦奈奈」在加拿大潛逃7年後，主動返台投案。[4]

## 5月2日
- 行政院因應美國總統川普提出的「解放日關稅」政策，擬定總額新臺幣4,100億元的《強化經濟社會及國土安全韌性特別條例》草案，並於5月2日送交立法院聯席委員會審查。[5]

## 5月8日
- 總統賴清德出席第二次世界大戰歐洲戰場結束戰事80週年紀念活動並致辭。[6][7]

## 5月9日
- 前總統蔡英文歐洲行啟程，此行將造訪立陶宛議會、丹麥國會，並於哥本哈根民主高峰會、英國國會等地發表演說。

## 5月13日
- 台北地院國民法官法庭針對1歲男童「剴剴」遭虐待事件於當天宣布判決劉彩萱無期徒刑、褫奪公權終身，劉若琳判決18年有期徒刑[8]。

## 5月14日
- 男藝人威廉（廖亦崟）、陳零九、大根（黃亮鈞）、Teddy（陳向熙）、阿虎（吳致任）、陳大天、陳信維、李銓、黃博石等百餘名役齡男子涉妨害兵役，於檢方訊後交保，役政司已函請軍醫局修正體位區分標準。[9][10][11][12]
- 第36屆金曲獎於當日下午公布入圍名單，其中歌手方大同獲頒評審團獎，翁孝良及馬兆駿獲頒特別貢獻獎。[13]
- 陳偉殷、郭泓志、林威助加入2026年世界棒球經典賽中華隊情蒐小組。[14]

## 5月15日
- 臺北市政府文化局於當日舉辦第27屆台北電影節記者會，並公布獎項入圍名單，其中電影《鬼才之道》入圍14個獎項，成為應屆獎項最多入圍的電影作品[15]。

## 5月17日
- 2025年夏季世界壯年運動會於今天開始在台北市和新北市等地舉行，當日晚上在台北大巨蛋開幕。[16]
- 台灣最後一座現役核電廠因為商轉執照到期，於當日深夜終止運轉。[17]
- 中國大陸網民「山東凱哥」從福州駕駛動力橡皮艇歷經9小時，登陸台灣桃園市大園區沙灘近潮音海風車附近，並在沙灘上插五星紅旗，隨後返航。[18][19]

## 5月19日
- 輝達執行長黃仁勳上午於台北流行音樂中心進行台北電腦展主題演講，並宣布將在北投士林科技園區設立輝達海外總部[20]。
- 下午4時4分，新北市三峽區北大國小旁國成街與國光街口發生一起汽車衝撞攻擊事件；由於行人專用時相行人在過馬路期間，超過10人受到波及，其中3人宣告不治；對此，總統賴清德指示行政院成立專案小組[21][22]。

## 5月29日
- 臺灣高等法院花蓮分院針對四年前發生的太魯閣號事故做出二審判決，李義祥被判12年6個月有期徒刑，華文好維持無罪[23]。

## 5月30日
- 2025年夏季世界壯年運動會於當天晚上在新北市美術館舉行閉幕典禮[24]。

## 5月31日
- 新北三峽北大國小附近重大車禍案的肇事駕駛因多重器官衰竭，於當日上午7點20分宣告不治[25]。